# Fator integrante
Em matemática, sobretudo na teoria das equações diferenciais, fator integrante é uma função usada para facilitar uma integração e resolver a equação ou encontrar alguma lei de conservação.

## Solução de uma equação diferencial linear de primeira ordem
Considere uma equação diferencial ordinária linear da seguinte forma:
{\displaystyle y'+a(x)y=b(x)\,}
onde {\displaystyle y=y(x)} é a incógnita e depende da variável {\displaystyle x}, e {\displaystyle a(x)} e {\displaystyle b(x)} são funções dadas.
Ao multiplicarmos ambos os lados da equação diferencial por  {\displaystyle \mu (x)}, obtém-se:
{\displaystyle \mu (x)y'+\mu (x)a(x)y=\mu (x)b(x)\,}
Supomos que {\displaystyle \mu (x)} possa ser escrita na seguinte forma:
{\displaystyle (\mu (x)y)'=\mu (x)b(x)\,}
Usando o teorema fundamental do cálculo, temos:
{\displaystyle y(x)\mu (x)=\int b(x)\mu (x)\,dx+C\,}
onde {\displaystyle C} é constante. Resolvendo para  {\displaystyle y(x),}, temos:
{\displaystyle y(x)={\frac {\int b(x)\mu (x)\,dx+C}{\mu (x)}}\,}
Para encontrar a função {\displaystyle \mu (x)}, basta observar que, pela regra do produto:
{\displaystyle (\mu (x)y)'=\mu '(x)y+\mu (x)y'=\mu (x)b(x)\,}
Substituindo esta última expressão na equação diferencial original e simplificando, temos:
{\displaystyle \mu '(x)=a(x)\mu (x).\quad \quad \quad (4)\,}
O que implica:
{\displaystyle \mu (x)=e^{\int a(x)\,dx},} que é chamado de fator integrante ou fator de integração, pois é um fator de uma multiplicação obtido através de uma integração.

## Exemplo
Considere a seguinte equação diferencial:
{\displaystyle y'-{\frac {2y}{x}}=0.}
Multiplicando a equação pelo fator integrante {\displaystyle M(x)=x^{-2}\,}, temos:
{\displaystyle {\frac {y'}{x^{2}}}-{\frac {2y}{x^{3}}}=0}
ou, reagrupando os termos:
{\displaystyle \left({\frac {y}{x^{2}}}\right)'=0}
o que é equivalente a:
{\displaystyle {\frac {y}{x^{2}}}=C}
ou, resolvendo para y:
{\displaystyle y=Cx^{2}\,}

## Transformação de uma EDO em Equação Exata
Considere uma equação diferencial da forma
{\displaystyle M(x,y)+N(x,y)y'=0}
Um fator integrante pode ser utilizado para transformá-la em uma Equação Diferencial Exata e assim resolvê-la.
Para isso, tomaremos um fator integrante {\displaystyle \mu (x,y)} e multiplicaremos toda a equação que queremos resolver por esse fator integrante, obtendo assim:
{\displaystyle \mu (x,y)M(x,y)+\mu (x,y)N(x,y)y'=0}
Para que essa equação seja exata, precisamos que
{\displaystyle {\frac {\partial (\mu {M})}{\partial {y}}}={\frac {\partial (\mu {N})}{\partial {x}}}}
Ou seja, como {\displaystyle M} e {\displaystyle N} são funções dadas pela equação que se deseja resolver, precisamos encontrar uma função {\displaystyle \mu } que satisfaça a igualdade acima.
Para isso expandiremos ambos os lados da igualdade utilizando a derivação do produto.
{\displaystyle \mu {\frac {\partial {M}}{\partial {y}}}+M{\frac {\partial {\mu }}{\partial {y}}}=\mu {\frac {\partial {N}}{\partial {x}}}+N{\frac {\partial {\mu }}{\partial {x}}}\qquad \Longleftrightarrow \qquad \mu {\frac {\partial {M}}{\partial {y}}}+M{\frac {\partial {\mu }}{\partial {y}}}-\mu {\frac {\partial {N}}{\partial {x}}}-N{\frac {\partial {\mu }}{\partial {x}}}=0}
Por fim isso pode ser escrito como uma equação diferencial parcial:
{\displaystyle M{\frac {\partial {\mu }}{\partial {y}}}-N{\frac {\partial {\mu }}{\partial {x}}}+\mu \left({\frac {\partial {M}}{\partial {y}}}-{\frac {\partial {N}}{\partial {x}}}\right)=0\qquad \qquad (I)}
Porém a resolução dessa equação diferencial para obtenção do fator integrante é, muitas vezes, mais exaustiva do que a equação original. Então um artifício útil de ser feito é supor o fator integrante como uma função de apenas uma das variáveis, ou seja, supor um fator integrante sob a forma {\displaystyle \mu (x)} ou {\displaystyle \mu (y)}, sendo que essa escolha deve ser feita conforme a equação a ser resolvida.
Também, para simplificar a notação, utilizaremos {\displaystyle {\frac {\partial {M}}{\partial {y}}}=M_{y}} e {\displaystyle {\frac {\partial {N}}{\partial {x}}}=N_{x}}.
Assim, tomando {\displaystyle \mu } como uma função exclusivamente de {\displaystyle x}, teremos:
{\displaystyle \mu {\text{ é uma função de x}}\qquad \Rightarrow \qquad {\frac {\partial \mu }{\partial {y}}}=0\qquad \Rightarrow ^{\qquad }{N{\frac {d\mu }{dx}}}=\mu (M_{y}-N_{x})\qquad \Rightarrow \qquad {\frac {d\mu }{dx}}=\mu {\frac {M_{y}-N_{x}}{N}}}
Ou seja, para obter uma a função {\displaystyle \mu (x)} precisamos resolver a equação diferencial
{\displaystyle {\frac {d\mu }{dx}}={\frac {M_{y}-N_{x}}{N}}\mu }
Observe que dessa expressão obtemos que, para que {\displaystyle \mu } seja uma função de {\displaystyle x} é necessário que {\displaystyle {\frac {M_{y}-N_{x}}{M}}} seja também uma função de {\displaystyle x}.
Se isso ocorrer essa equação é uma equação diferencial separável e pode ser resolvida integrando, obtendo assim:
{\displaystyle \mu =e^{\int {\frac {M_{y}-N_{x}}{M}}dx}}.
Analogamente poderíamos obter uma expressão para um fator integrante dependendo apenas de {\displaystyle y}.
Então, se multiplicarmos por um fator integrante dessa forma, tornaremos uma equação diferencial ordinária não exata em uma equação diferencial exata, restando assim apenas resolver a equação conforme o método de resolução de equações exatas. 